# Хуан Родрігес
Хуа́н Анто́ніо Родрі́гес Ігле́сіас (ісп. Juan Antonio Rodríguez Iglesias; нар. 9 липня 1928, Долорес, Соріано, Уругвай) — уругвайський академічний веслувальник. Дворазовий бронзовий призер літніх Олімпійських ігор (1948, 1952).
На літніх Олімпійських іграх 1948 року в Лондоні (Велика Британія) посів третє місце серед парних двійок у парі з Вільямом Джонсом (з результатом 7:12.4).
На літніх Олімпійських іграх 1952 року в Гельсінкі (Фінляндія) посів третє місце серед парних двійок у парі з Мігелем Сейхасом (з результатом 7:43.7).